# Tabac de pota
El tabac de pota (Nicotiana rustica), és una espècie de la família de les solanàcies i una varietat molt potent de tabac. És un híbrid natural entre Nicotiana paniculata i Nicotiana undulata. Originària d'Amèrica del Sud occidental, principalment en els Andes, actualment també es pot trobar a la Polinèsia i Austràlia. Avui en dia pot conrear-se en qualsevol part on es donin les condicions adients.

## Descripció
Es tracta d'una planta herbàcia anual de més d'un metre d'altura. Les seves fulles són grans, carnoses amb nombrosos pèls enganxifosos. És normal trobar insectes morts enganxats a ells. Les flors són hermafrodites, grogues i apareixen en grups. Els fruits són arrodonits i contenen una gran quantitat de petites llavors vermelles.

## Composició i propietats
Els seus principis actius són: 
- nicotina: és present en totes les parts de la planta. Les fulles del tabac de pota tenen un contingut de nicotina molt alt (9%), mentre que el tabac comú (Nicotiana tabacum) en conté aproximadament 1 a 3%.

És altament addictiva i extremadament tòxica sent suficient 120 mg de nicotina pura sobre la pell d'un ésser humà per a provocar-li la mort.
La seva toxicitat està marcada en LD50 0.6 mg/Kg. Pot provocar palpitacions i vasoconstricció, sent considerada com a causa de degeneració arterial. També pot produir un bloqueig del sistema respiratori i convulsions.
És un estimulant del sistema nerviós central i vegetatiu, encara que acaba actuant com el curare produint paràlisi.
- nornicotina: és un metabolit actiu, a nivell del comportament, de la nicotina. Té efectes estimulants sobre l'aparell locomotor i reforça els efectes de la nicotina. La seva toxicitat està fixada en LD50 24 mg/kg.

Pot provocar un bloqueig de l'aparell respiratori, convulsions i aturada cardíaca.
L'atropina és el seu antídot.
- anabasina

Totes les parts de la planta poden ser tòxiques i no han de ser utilitzades per al consum humà de qualsevol tipus.

## Usos
Se ha fet servir com antiespasmòdic, emètic, narcòtic, catàrtic i sedant.
S'utilitza externament en forma de cataplasma i per fer banys en el tractament del reumatisme i malalties de la pell.
També és utilitzat per a propòsits enteogènics, fumat durant les cerimònies d'ayahuasca o agregat a la beguda preparada per xamans de sud-americà. Algunes varietats de la selva contenen fins a vint vegades més nicotina que varietats comunes d'Amèrica del Nord com Nicotiana tabacum. Es pensa que el tabac no induïx visions, no obstant això ho utilitzen els grups indígenes considerant-lo com embriagant xamànic.
Excepte la injecció intravenosa, els indígenes de Sud-amèrica usen el tabac de pota a través de totes les vies de penetració: per via digestiva, via respiratòria o via cutània i en una gran varietat de formes. El tabac és mastegat, és pres com suc o com xarop, es llepa la pasta, se'n fan supositoris i enemes, s'aspira com pols, s'aspira el fum del tabac i s'apliquen productes del tabac sobre la pell i en els ulls.
En el cas del tabac de pota, la sensibilitat entre consumidors és significativa i és fàcil deduir que no és possible establir unes quantitats estàndard i que ha de ser consumit amb gran precaució. Tenint present que tot el tabac és molt tòxic i perillós degut a l'alcaloide nicotina, Nicotiana rustica és el més potent i una espècie mortal a causa de la seva concentració molt alta d'aquest principi actiu. Això fa que les seves fulles siguin útils per crear fitosanitaris o pesticides orgànics.

## Efectes
Sobre el cor fa que es retardi el batec i que la pressió sanguínia disminueixi per a més tard normalitzar-se i finalment augmentar el seu nivell. La respiració es fa amb més pausa i més tard és amb dificultat. Les pupil·les primer es redueixen i posteriorment es dilaten.
A petites dosis augmenten les descàrregues adrenalíniques, actuant com a excitants del sistema nerviós simpàtic produint-se una suau estimulació, mentre que dosis més altes causen sedació, nàusees, vòmits, suors i debilitat muscular. Existeix la possibilitat d'una aturada cardíaca.

## Intoxicacions
En els EUA es coneix la "malaltia del tabac verd" que afecta únicament als recol·lectors de tabac. Es caracteritza per símptomes de debilitat, mal de cap, nàusees i vòmits i, freqüentment dificultat respiratòria. Si la dosi és suficient pot provocar la paràlisi dels músculs respiratoris i la mort en breu termini. Aquests símptomes es deuen a la penetració transdèrmica de la nicotina que es veu afavorida en presència d'humitat.